# 日本司法書士会連合会
日本司法書士会連合会（にほんしほうしょしかいれんごうかい、略称・日司連）は、司法書士法第62条第1項に基づいて設立された特別民間法人。法務局又は地方法務局の管轄区域ごとに設立されている司法書士会（各都府県に1か所ずつと北海道は札幌・旭川・釧路・函館の4か所の合計50会）で構成され、司法書士は、司法書士会を通じ日本司法書士会連合会に備え付けられた司法書士名簿に登録することが義務付けられている。

## 概要
- 所在地 ： 東京都新宿区四谷本塩町4番37号
- 会長 ： 小澤吉徳
- 設立目的 ： 司法書士法第62条第2項に基づき、司法書士会及びその会員の指導及び連絡に関する事務、並びに司法書士名簿の登録に関する事務を行う

## 歴史
- 1927年（昭和2年）11月6日 - 任意団体である日本司法代書人連合会創立
- 1956年（昭和31年）3月22日 - 司法書士会及び司法書士会連合会の強制設立（強制入会）となり、司法書士の登録義務化
- 1967年（昭和42年）7月18日 - 司法書士会及び日本司法書士会連合会（司法書士会連合会は日本司法書士会連合会に改正）が法人となる
- 2002年（平成14年）12月19日 - 特別民間法人となる
- 2004年（平成16年）10月13日 - 日司連認証局設立

## 組織

### 議決機関
- 総会
- 理事会
- 常任理事会

### 役員
- 会長　1名： 小澤吉徳（2021年 - ）
- 副会長　4名
- 専務理事　1名
- 常務理事　1名
- 常任理事　6名
- 理事　14名
- 監事　4名

### 委員会等設置機関
- 地域司法拡充基金運営委員会
- 司法アクセス対応委員会
- 司法書士ADR推進委員会
- 法テラスとの連携推進委員会
- 日司連災害対策室
- 市民救援委員会
- 法教育推進委員会
- 日本司法書士会連合会国際交流室
- 日司連統計室
- 司法書士総合研究所
- 司法書士法改正推進対策部
- 不動産登記法改正等対策部
- 民事法改正対策部
- 全件委嘱検討プロジェクトチーム
- 消費者問題対策委員会
- プロボノ活動推進委員会
- 多重債務問題対策委員会
- 経済的困窮者の権利擁護委員会
- 自死問題対策委員会
- 犯罪被害者等の支援を推進する委員会
- 子どもの権利擁護委員会
- 高齢者・障がい者の権利擁護委員会
- 市民の権利擁護推進室
- 広報委員会
- 月報発行委員会
- 情報システム運営委員会
- 総務委員会
- 司法書士制度審議会
- 学術審議会
- 司法書士中央研修所
- 組織等改善委員会
- 商業登記・企業法務推進委員会
- 民事信託推進委員会
- 裁判事務民事事件受託推進委員会
- 執務問題検討委員会
- 31条業務検討委員会
- 中央事故処理審査会
- 司法書士執務調査室
- 日司連財務調査室
- 司法書士会館管理運営委員会
- 日司連会館管理運営委員会
- 情報開示審査会
- 選挙管理委員会
- 登録審査会・登録常務会
- 裁判事務家事事件受託推進委員会

## 主な出版物
- 『月報司法書士[2]』
- 『THINK 司法書士論叢[3]』
- 『司法書士白書[4]』

## 事件
- 2024年（令和6年）9月25日、現役の役員である副会長が[5]、羽賀研二・羽賀の元妻・山口組系暴力団組織の幹部らによる不動産の虚偽登記に関与したとして、強制執行妨害目的財産譲渡仮装や電磁的公正証書原本不実記録などの容疑で逮捕された。翌日、小澤吉徳会長が謝罪の談話を発表した[6][7][8][9]。その後、羽賀を含む逮捕された7名は同年12月6日付けで不起訴となった（理由は非公表）[10]。
- 2025年（令和7年）2月、新型コロナウイルス対策の持続化給付金100万円を詐取したとして副会長が詐欺の疑いで書類送検された。副会長は同月28日に辞任した[11]。同年4月25日、前副会長が詐欺と有印私文書偽造・同行使の罪で在宅起訴された[12]。